# Scandal (группа)
SCANDAL (яп. スキャンダル Сукяндару) — японская J-Pop/J-Rock группа из Осаки, состоящая из четырёх человек: Харуна (лидер, основной вокал, ритм-гитара), Томоми (бас-гитара, основной вокал), Мами (соло-гитара, вокал), Рина (ударные, вокал). Группа была сформирована 21 августа 2006 года. Некоторые песни группы используются как опенинги и эндинги к аниме, играм и фильмам.

## Состав
| Сценический псевдоним | Настоящее имя             | Дата рождения | Место рождения         | Позиция в группе                   |
| --------------------- | ------------------------- | ------------- | ---------------------- | ---------------------------------- |
| Харуна                | Оно Харуна (小野春菜)     | 10.08.1988    | Нагоя, Айти, Япония    | Лидер, основной вокал, ритм-гитара |
| Томоми                | Огава Томоми (小川ともみ) | 31.05.1990    | Какогава, Хёго, Япония | Бас-гитара, основной вокал         |
| Мами                  | Сасадзаки Мами (笹崎まみ) | 21.05.1990    | Нагоя, Айти, Япония    | Соло-гитара, вокал                 |
| Рина                  | Судзуки Рина (鈴木理菜)   | 21.08.1991    | Нара, Япония           | Ударные, вокал                     |

## История

### Август 2006 — сентябрь 2008 (инди-карьера)
Группа была образована в августе 2006 года четырьмя школьницами. Девушки Харуна, Мами и Томоми встретились в Осаке в вокальной и танцевальной школе CALESS. Датой создания считается 21 августа. Чуть позже, 23 августа, к группе присоединилась Рина, и после этого они начали выступать каждые выходные на улице Широтен в Осаке в Замковом парке. Вскоре они начали получать предложения от клубов в Осаке и Киото. В 2006 году Харуна снялась в фильме «Backdancers», исполняя роль Мики, а также в клипе MAYU — «My generation» в команде танцоров под названием SUPER TIGERS. SCANDAL подписали с инди-лейблом Kitty Records контракт и выпустили три сингла, эксклюзивные для Tower Records, в 2008 году. Первый, Space Ranger, занимает 2 место на инди-чартах Tower Records, а два других, Koi Moyou и Kagerou, первые места. В марте 2008 они отправились в американский тур «Japan Nite», выступали в шести крупных городах в Соединённых Штатах. Они также выступали на Sakura-Con, одном из крупнейших аниме-фестивалей в США. В июле группа выступила перед 10000 человек во Франции на Japan Expo, а также в Гонконге в августе на Ani-Com. SCANDAL завершили свою инди-карьеру выпуском их первого мини-альбома «YAH! YAH! YAH! HELLO SCANDAL». Также в 2008 году Томоми и Мами снялись в рекламе косметики «BELéBEL».

### 2008—2009
2008 год по-прежнему является насыщенным годом для SCANDAL. В октябре они реализовали свой дебютный сингл DOLL, подписав контракт с лейблом Epic Records Japan. Это способствовало дальнейшему участию группы в различных телевизионных шоу. Группа выпустила свой второй сингл SAKURA Goodbye в марте 2009 года во время окончания школы Мами и Томоми. Песня SAKURA Goodbye — новая версия их инди-песни, SAKURA, которая исполнялась только вживую. В июне 2009 был реализован третий сингл Shoujo S. Заглавная песня сингла использовалась как десятый опенинг к аниме «Bleach». Это сильно увеличило их популярность. Сингл достиг 6 места в чартах Oricon. 14 октября SCANDAL выпустили свой четвёртый сингл Yumemiru Tsubasa, а на следующей неделе — первый альбом «BEST★SCANDAL». Альбом достиг 5 места на недельных графиках Oricon. В декабре группа отправилась в свой первый сольный тур. В конце года SCANDAL получили премию «Нового исполнителя» на 51-м Nihon Record Taisho, но проиграли премию «Лучшего нового исполнителя» на BIGBANG.

### 2010—2011

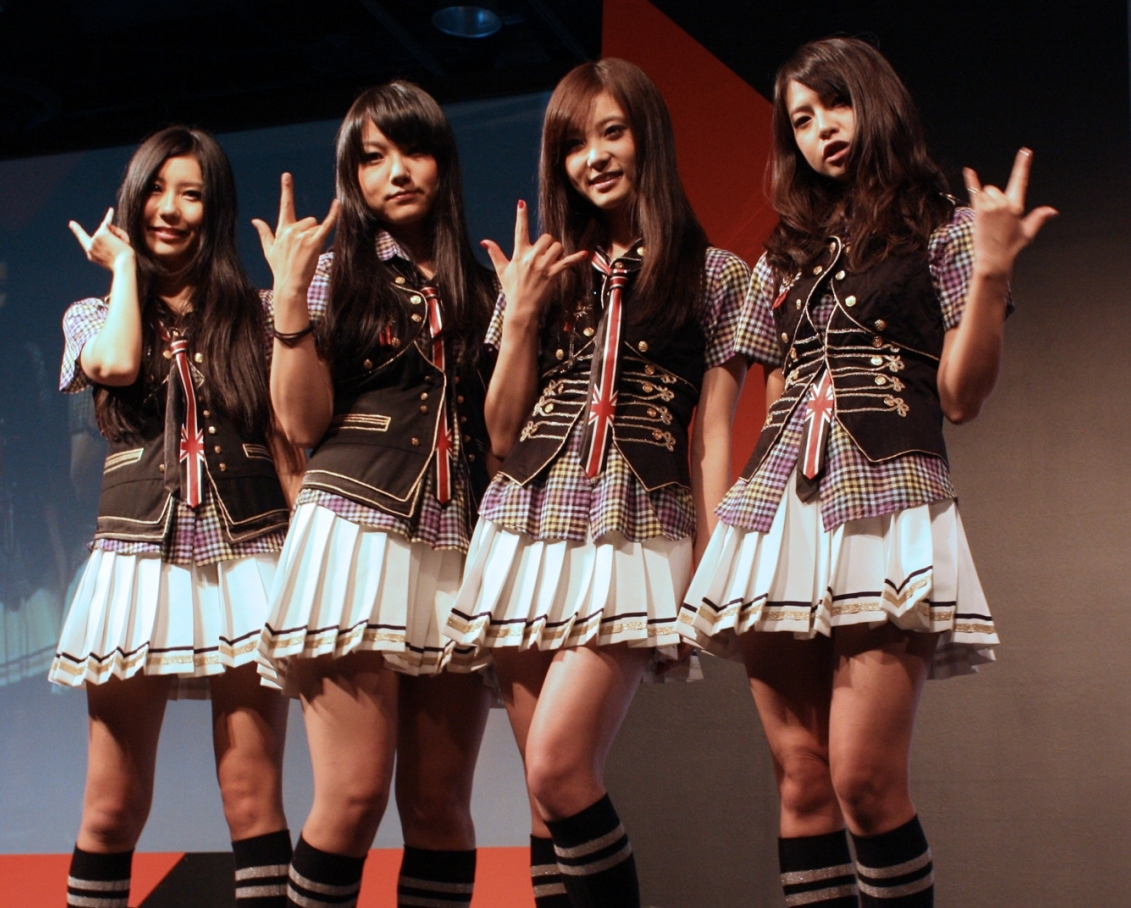
SCANDAL на Anime Festival Asia 2010 в Сингапуре

Год начался пятым синглом SCANDAL Shunkan Sentimental, выпущенным в феврале. Он был использован в качестве четвёртого эндинга для аниме «Fullmetal Alchemist». Также был открыт официальный аккаунт в Твиттер. Чуть ранее, в январе, каждая из SCANDAL завела там себе страничку. В следующем месяце они приступили к весеннему туру SCANDAL «Shunkan Sakura Zensen Tour — 2010 Spring». До его начала группа провела опрос в Твиттер, на какую песню сделать кавер для тура. Победителем стала песня Secret base — Kimi ga Kureta Mono, которая была выбрана из более чем 600 кандидатов. В июне группа выпустила свой шестой сингл Taiyou to Kimi ga Egaku STORY и первый концертный DVD «SCANDAL FIRST LIVE -BEST★SCANDAL 2009-», а в июле — седьмой сингл Namida no Regret, заглавной песней в котором стала их первая баллада. В период с конца июля и начала августа SCANDAL отправились в Гонконг. Группа выступала третий год подряд на съезде «Animation-Comic-Game Hong Kong» и провела свой первый сольный живой концерт в Гонконге. Их ранее выпущенный сингл Taiyou to Kimi ga Egaku STORY достиг 1 места на RTHK J-pop chart. Ранее в этом году они были награждены премией «Бронзовый новичок» на RTHK, подобной Грэмми Гонконга. После возвращения в Японию SCANDAL выпустили свой второй альбом «TEMPTATION BOX» 11 августа. Альбом дебютировал на 3 месте на недельном графике Oricon. SCANDAL являлись первой женской группой в этом году, вошедшей с альбомом в чартах в тройку лидеров с момента Сhatmonchy в Kokuhaku. Альбом был также выпущен в 42 других странах мира. Позже в августе три песни группы — Midnight Television, KOSHI-TANTAN и Sayonara My Friend использовались для мультфильма «Loups = Garous», премьера которого состоялась 28-го числа по всей Японии. SCANDAL были показаны в фильме во время музыкального сопровождения, также каждая участница группы озвучила одного из второстепенных персонажей. В сентябре-октябре SCANDAL отправились в тур «SCANDAL TEMPTATION BOX TOUR 2010» ~YEAH!". Два месяца спустя после «TEMPTATION BOX» группа выпустила свой восьмой сингл SCANDAL Nanka Buttobase. Заглавный трек был написан супружеской парой Аки Йоко и Узаки Рёдо, которые, как известно, написали множество песен для Ямагути Момоэ. DVD-диск ограниченного издания содержит спектакли из первого телевизионного шоу группы «Shiteki Ongaku Jijou», которое проходило в течение 13 эпизодов с июля по сентябрь 2010 года. В ноябре SCANDAL выпустили мини-альбом под названием «R-GIRL’s ROCK!», в который вошли каверы песен женских групп. Впервые Рина сольно спела отрывок из песни. Этой песней является Sunny Day Sunday. Также в ноябре они посетили аниме-фестиваль в Сингапуре.
2011 год начался релизом девятого сингла Pride в феврале. Его заглавная песня была использована как эндинг для аниме «STAR DRIVER: Kagayaki no Takuto». Через месяц девушки выпустили свой второй концертный DVD «EVERYBODY SAY YEAH! -TEMPTATION BOX TOUR 2010- ZEPP TOKYO», содержащий запись одного концерта из Токио во время их осеннего тура в 2010 году. Новый релиз последовал уже в апреле — был выпущен десятый сингл Haruka, заглавная песня которого была использована для мультфильма «Toufu Kozou». В этом же месяце группа заняла первое место в категории «Лучшая женская группа» на Jpop Asia Awards 2010. Май начался новым туром под названием «SCANDAL LIVE TOUR 2011 Dreamer», концерты которого закончились в июне. В июле девушки присутствовали на AM2 в США. В конце этого месяца был реализован одиннадцатый сингл группы LOVE SURVIVE, а в августе — третий альбом «BABY ACTION». Группа поставила новый рекорд, имея 3 альбома в первой пятёрке чартов Oricon (3-е место — TEMPTATION BOX, 4-е место — BABY ACTION и 5-е место — BEST★SCANDAL). В сентябре SCANDAL провели свой первый тур за границей под названием "SCANDAL ASIA TOUR 2011 «BABY ACTION», посетив такие маленькие страны, как Тайвань, Гонконг и Сингапур. В этом же месяце был реализован DVD «VIDEO ACTION», содержащий клипы на различные песни. С октября по декабрь группа выступала на концертах нового тура «SCANDAL VIRGIN HALL TOUR 2011 BABY ACTION». Октябрь стал переломным месяцем для Мами: она впервые кардинально изменила свою причёску, превратившись из брюнетки в золотистую блондинку. Харуна также поменялась: сделала каре и покрасилась в светло-русый. В этом месяце была реализована первая книга девушек под названием «GIRLS BE SCANDALOUS!», содержащая различные фото и интервью. В последний день года был открыт новый блог на Amebа, где девушки пишут посты и по сей день.

### 2012
Этот год начался релизом в феврале двенадцатого сингла группы HARUKAZE, заглавная песня которого была использована как опенинг для аниме «Bleach». Через месяц группа выпустила первый сборник лучших песен под названием «SCANDAL SHOW», содержащий ранее реализованные песни. В этом же месяце группа провела концерт в Будокане под названием «SCANDAL JAPAN TITLE MATCH LIVE 2012 SCANDAL vs BUDOKAN», который был записан и выпущен как третий концертный DVD в августе. В мае был открыт канал группы на YouTube, где размещаются клипы группы. В мае-июне группа провела тур под названием «SCANDAL LIVE IDO LIVE TOUR 2012». В июле SCANDAL выпускают тринадцатый сингл Taiyou Scandalous. Также в этом месяце девушки выступают на концертах Band Yarou Yo!! Vol.3 и HIGHER GROUND 2012 FINAL. Месяц был радостным для фанатов: был открыт на лето магазин SCANDAL SHOP в токийском Харадзюку. Сентябрь начался релизом четырнадцатого сингла Pin Heel Surfer, а закончился четвёртым альбомом «Queens are Trumps». На следующий день после его выпуска группа дала свободный концерт в парке Ёёги. Новый тур не заставил себя ждать — концерты «SCANDAL HALL TOUR 2012 Queens are trumps Kirifuda wa Queen» были проведены в октябре-ноябре. В октябре песня группы Satisfaction была выбрана для рекламы Windows 8 в Японии. Также в этом месяце SCANDAL участвовали в записи кавера на песню певицы Юи How Crazy для сборника «SHE LOVES YOU». В этом году Рина приняла участие в проекте «HALLOWEEN JUNKY ORCHESTRA», создателем которого является HYDE. Она также поучаствовала в записи песни HALLOWEEN PARTY, авторства все того же HYDE, которая в том же году вышла синглом. В декабре группа провела свой первый концерт в Малайзии под названием «SCANDAL SPECIAL LIVE IN MALAYSIA 2012». К концу года Мами имела светлые волосы, с середины длины которых начинался красный цвет.

### 2013
В начале года девушки провели несколько концертов, а именно «S(CANDAL) M(ANIA) SONIC 2013 Hello, New Year» в январе, «Valentine Special Live '13» в феврале и «SCANDAL OSAKA-JO HALL 2013 Wonderful Tonight» в марте, который был записан и реализован как четвёртый концертный DVD в июле. Ещё в начале февраля группа выпустила второй сборник лучших песен «ENCORE SHOW», песня Happy Collector из которого была ранее использована в фильме 2012 года «Kyou, Koi wo Hajimemasu». Также в марте группа провела свой второй тур за границей, побывав в Индонезии, Сингапуре и Таиланде. В апреле SCANDAL выступили на «KAWAII!! MATSURI 2013». Также они провели в июле-июне тур «SCA wa Mada Honki Dashitenai Dake», а в августе дали концерт на SONIC BANG в Таиланде. Летом также был открыт SCANDAL SHOP в Сибуе. В этом году группа выпустила три сингла: Awanai Tsumori no, Genki de ne в мае, заглавная песня которого использовалась в фильме «Ore wa Mada Honki Dashite nai Dake» как опенинг, Kagen no Tsuki в августе, песня Kimi to Mirai to Kanzen Douki из которого была создана совместно с проектом «ROBOT SCANDAL», и OVER DRIVE в сентябре. Пятый альбом «STANDARD» был реализован в начале октября. Песня Brand new wave из него была использована для рекламы напитков «Stylee Sparkling», а песня Weather report — для сериала под названием SCANDAL. В начале этого года Рина сделала каре, но к синглу OVER DRIVE снова вернулась к длинным. Весной Томоми порадовала красными кончиками, а Мами летом имела светлые волосы с сине-зелёными прядями.

### 2014
В январе группа провела эксклюзивный тур для участников фан-клуба SCANDAL MANIA под названием «SCANDAL COLLECTION 2014». В феврале SCANDAL выпустили сплит-сингл совместно с T.M. Revolution для игры «Sengoku BASARA 4» под названием COUNT ZERO | Runners high. Песня девушек Runners high являлась для этой игры эндингом. Также в феврале-марте Харуна стала на время актрисой: она играла в пьесе по аниме «Ginga Eiyuu Densetsu Dai 4 Shou Kouhen Gekitotsu» (Легенда о героях галактики, глава 4) юношу Эмиля фон Селя. В феврале был также открыт официальный аккаунт группы в Фейсбуке, где записи до сих пор ведутся на английском. В марте Томоми присоединилась к DOMOTO BROS. BAND и стала выступать на телепередаче «Shin Domoto Kyoudai» как басистка до октября этого года. В этом же месяце девушки дали концерт на Band Yarou Yo!!Vol.5. Также был выпущен альбом каверов на песни группы «DREAMS COME TRUE» под названием «Watashi to Drecom－DREAMS COME TRUE 25th ANNIVERSARY BEST COVERS». Группа записала кавер на песню Osaka LOVER. В апреле SCANDAL выпустили восемнадцатый сингл под названием Departure, песня Rainy из которого была использована в фильме «The Mortal Instruments: City of Bones». Второй тур этого года под названием «Kyuu ni Kite Gomen. in Kita» был проведён в мае в городах северной Японии. В июне группой были даны такие концерты, как Honolulu Ekiden & Music Festival 2014 (Гавайи, США), SCANDAL ARENA LIVE 2014 «360°» и двухдневный SCANDAL ARENA LIVE 2014 «FESTIVAL». Также в этом месяце начали продаваться копии инструментов девушек Squier by Fender, созданных ещё в 2012 году. В июле был выпущен девятнадцатый сингл группы Yoake no Ryuuseigun, Pokemon Ieru Kana и заглавная песни которого были использованы для нового аниме-фильма «Pokemon». А песня Your Song из этого сингла была создана совместно с J-MELO TV. В конце июля Рина провела свой первый барабанный семинар, а в свой день рождения выпустила книгу под названием «One Piece». Во второй половине года SCANDAL выступили на NUMBER SHOT (июль), INCHEON PENTAPORT ROCK FESTIVAL 2014 в Южной Корее, OTODAMA SEA STUDIO 2014, ROCK IN JAPAN FESTIVAL, Senko Riot 2014 и LIVE BURGER SPECIAL vol.4 (август), 2014 inochi Festa (сентябрь), MBS Otomatsuri 2014 (октябрь), COUNTDOWN JAPAN 14/15 (декабрь). В сентябре у девушек был тур под названием «SCANDAL LIVE HOUSE 10DAYS Kyuu ni Kite Moratte Gomen. 2014 Shinkyoku Yaru Kara Kiite Yo», где они играли новые песни. Также группа выступила на четырёх университетских фестивалях в октябре-ноябре. Новые релизы были выпущены в ноябре (двадцатый сингл Image) и декабре (шестой альбом «HELLO WORLD»). В этом альбоме Рина впервые поёт целую песню и играет на гитаре. В этом году Мами была рыжей с каре (с мая), а к новому альбому нарастила волосы, оставив цвет. Харуна к альбому покрасилась в светло-русый, а Томоми — в коричнево-розовый. Летом уже в третий раз был открыт магазин SCANDAL SHOP, но уже в двух местах — Сибуя в Токио и Шинсаибаши в Осаке.

### 2015

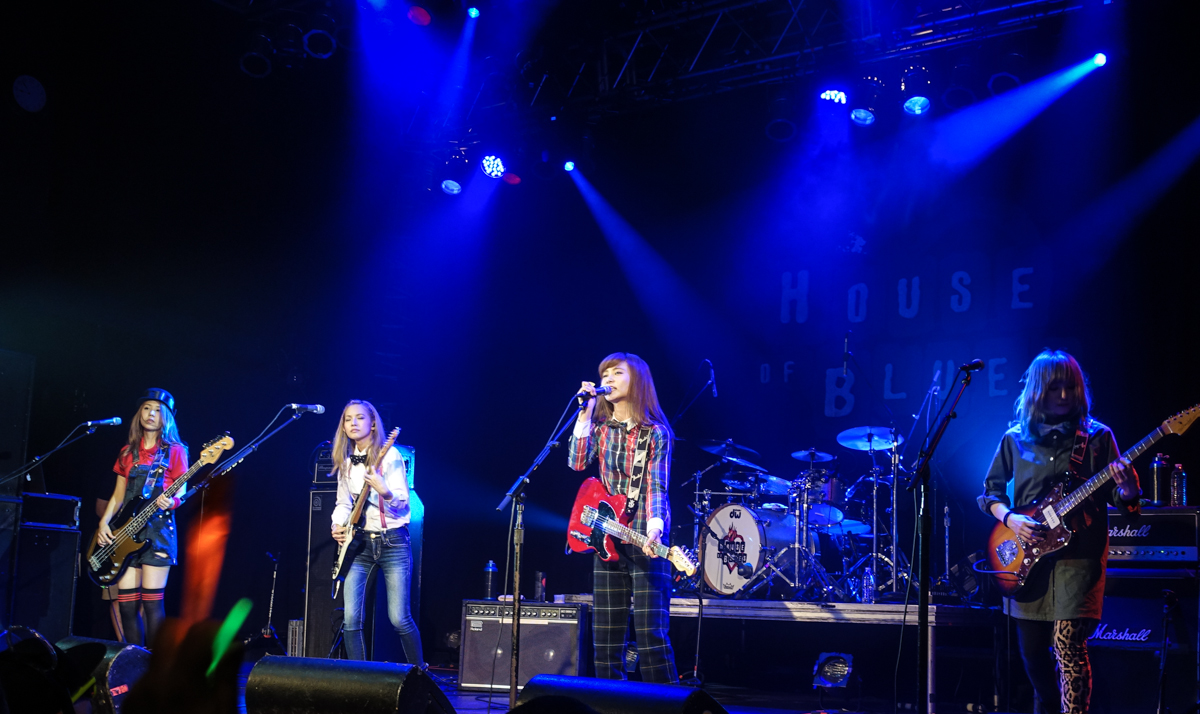
SCANDAL на сцене Дома Блюза в Анахайме, 2015 год

Первый релиз этого года состоялся в январе. Был выпущен пятый концертный DVD «SCANDAL ARENA LIVE 2014 FESTIVAL», содержащий запись одноимённого концерта 2014 года. Этой же зимой девушки заняли первое место на 8th J-MELO Awards и выиграли в нескольких номинациях J-Pop Asia Awards 2014. Но самая главная новость 2015 года была известна уже осенью 2014 — у девушек будет мировой тур под названием «SCANDAL WORLD TOUR 2015 HELLO WORLD». Сорок один концерт был проведён с конца января по конец мая. SCANDAL выступали в различных городах Японии, а в конце апреля отправились за границу, выступив в Париже (Франция), Лондоне (Великобритания), Эссене (Германия), Сингапуре, в Тайбэе (Тайвань), в Мехико (Мексика), Чикаго, Лос-Анджелесе, Анахайме (США), а также в Гонконге. В честь тура в Европе был выпущен сборник «GREATEST HITS — EUROPEAN SELECTION» (май). Чуть ранее, в апреле последовал релиз альбома «Aisuru» группы SUPER BEAVER, где Мами была на бэк-вокале в песне «Q&A». Харуна участвовала в проекте FM802 ACCESS, вступив в группу Sugar&The Radio Fire и записав песню «Music Train Haru no Majujitsu» для радио. В июне было объявлено о новом релизе — двадцать первом сингле «Stamp!», который был выпущен в июле. Факт, что промофото для него были сняты на Венис-бич в Лос-Анджелесе, а клип — на острове Гуам (США). Уже через день после выпуска «Stamp!» группа объявила о выходе нового сингла под названием «Sisters». Съёмки клипа на заглавную песню прошли 6 августа в Токио. Обложки дисков были созданы группой в сотрудничестве с японским журналом моды NYLON. 17 октября на экраны кинотеатров Японии вышел первый документальный фильм группы о туре «HELLO WORLD». На DVD он был выпущен 23 декабря. А с 9 декабря у SCANDAL начались концерты в рамках тура «SCANDAL ARENA TOUR 2015—2016 PERFECT WORLD», последнее выступление которого было в январе года. В октябре SCANDAL представили Японию на Азиатско-тихоокеанском фестивале «ABU TV Song Festival 2015». В конце года девушки кардинально изменили имидж: Харуна перекрасилась в блондинку, у Томоми появился вишнёвый оттенок, Рина перекрасилась в фиолетовый, а Мами сделала каре и перекрасилась в брюнетку с белыми прядями.

### 2016—настоящее время
Первого января SCANDAL приняли участие на мероприятии «Countdown Japan 15/16». Группа спродюсировала песню «Party» для нового альбома «Saikou no Shiuchi» известной японской певицы Рины Катахиры, релиз которой состоялся 3 февраля. Песня «Morning Sun» из нового альбома была использована как саундтрек к фильму «Neko Nanka Yondemo Konai». Перед релизом нового альбома был открыт магазин официальных товаров SCANDAL под названием «Feedback». Второго марта был релиз седьмого альбома «YELLOW», также он был выпущен в Европе под лейблом JPU Records. В альбом вошёл бонусный трек — песня «Your Song -English ver-». Все песни альбома были написаны участницами. Чуть позже, Мами отрастила волосы, оставив цвет, Рина перекрасилась в шатенку, а Томоми добавила вишнёвых прядей.

## Дискография

### Студийные альбомы
| Год  | Название                              |
| ---- | ------------------------------------- |
| 2009 | BEST★SCANDAL                          |
| 2010 | TEMPTATION BOX                        |
| 2011 | BABY ACTION                           |
| 2012 | Queens are trumps -Kirifuda wa Queen- |
| 2013 | STANDARD                              |
| 2014 | HELLO WORLD                           |
| 2016 | YELLOW                                |
| 2018 | HONEY                                 |
| 2020 | Kiss from the darkness                |
| 2022 | MIRROR                                |
| 2024 | LUMINOUS                              |

### Сборники
| Год  | Название                           |
| ---- | ---------------------------------- |
| 2012 | SCANDAL SHOW                       |
| 2013 | ENCORE SHOW                        |
| 2015 | GREATEST HITS — EUROPEAN SELECTION |
| 2017 | SCANDAL                            |

## Работы

### Саундтрек
- Koi Moyou — песня для фильма Corazon de Melon.
- DOLL — опенинг для телевизионной программы Rank Oukoku и эндинг для телевизионной программы Break Poing.
- Sakura Goodbye — эндинг для шоу Mecha-Mecha Iketeru.
- Shoujo S — 10-й опенинг для аниме Блич.
- Yumemiru Tsubasa — опенинг для телевизиооных программ MUSIC FIGHTER и Bukatsu no Tenshi.
- BEAUTeen — песня для телевизионной программы Bukatsu no Tenshi.
- Shunkan Sentimental — 4-й эндинг для аниме Стальной алхимик: братство.
- KOSHI-TANTAN — песня для аниме-фильма Loups=Garous.
- Midnight Television — песня для аниме-фильма Loups=Garous.
- Hi-Hi-Hi — песня для онлайн-игры ELSWORD.
- Hello! Hello! — песня для онлайн-игры ELSWORD.
- Sayonara My Friend — эндинг для аниме-фильма Loups=Garous.
- Pride — 2-й эндинг для аниме Star Driver: Kagayaki no Takuto.
- Haruka — песня для мультфильма Toufu Kozou.
- Satisfaction — эндинг для радио-программы THE NAKAJIMA HIROTO SHOW 802 RADIO MASTERS.
- BURN — песня для фильма Rabbit Horror 3D.
- HARUKAZE — 15-й опенинг для аниме Блич.
- Welcome Home — песня для телевизионной программы Mizu to Midori no Campaign.
- Kill the virgin — песня для фильма Dead Sushi.
- Happy Collector — опенинг для фильма Kyou, Koi wo Hajimemasu.
- Awanai Tsumori no, Genki de ne — опенинг для фильма Ore wa Mada Honki Dashite nai Dake.
- Weather report — песня для сериала SCANDAL.
- Runners high — эндинг для игры Sengoku BASARA 4.
- Rainy — песня для фильма Shadow Hunter.
- Yoake no Ryuuseigun — опенинг для фильма Pokemon: Diancie and the Cocoon of Destruction.
- Pokemon Ieru Kana — песня для фильма Pokemon: Diancie and the Cocoon of Destruction.
- Chiisana Honou — песня для первого документального фильма группы HELLO WORLD.
- Morning Sun — песня для фильма Neko Nanka Yondemo Konai.

### Фильмы
- Октябрь 2015 — первый документальный фильм группы HELLO WORLD.

### Роли
- Сентябрь 2006 — фильм BACKDANCERS! (Харуна, роль — Мика)
- 12 февраля 2014 — 2 марта 2014 — пьеса по 4-той части одноимённого аниме Легенда о героях Галактики (Харуна, роль — Эмиль фон Селль)

### Озвучка
- 28 августа 2010 — Loups-Garous («Волки-оборотни», анимационный фильм по книге Нацухико Кёгоку)
- Весна 2011 — игра ELSWORD (Мами озвучивала одного из персонажей)

### Клипы других исполнителей
- 2006 — MAYU with SUPER TIGERS — «My generation» (Харуна в составе команды танцоров под названием SUPER TIGERS)

### Реклама
- 2008 — косметика BELéBEL (Томоми и Мами)
- 2012 — песня Satisfaction для Windows 8 в Японии
- 2013 — песня Brand new wave для напитков Stylee Sparkling

### Телевизионные шоу
- 2 июля 2010 — 24 сентября 2010 — Shiteki Ongaku Jijou
- 8 июля 2011 — 30 сентября 2011 — NEXT BREAK!!
- 11 марта 2014 — 28 сентября 2014 — Shin Domoto Kyodai (Томоми)

### Радио-программы
- 2 октября 2008 — 1 октября 2009 — SCANDAL no Doon
- 21 мая 2009 — 31 марта 2012 — RADIO SESSIONS SCANDAL Munasawagi no AFTER SCHOOL
- 13 июля 2010 — 28 декабря 2010 — FM OSAKA E-Tracks Selection
- 2 апреля 2013 — 31 марта 2015 — RADIO DRAGON Doors «SCANOMICS»

### Книги
- 26 ноября 2009 — Band Score SCANDAL «BEST★SCANDAL»
- 16 сентября 2010 — TEMPTATION BOOK SCANDAL
- 28 декабря 2010 — Band Score SCANDAL «TEMPTATION BOX»
- 11 августа 2011 — Band Score SCANDAL «BABY ACTION»
- 13 октября 2011 — GIRLS BE SCANDALOUS!
- 28 марта 2012 — Band Score SCANDAL «SCANDAL SHOW»
- 14 октября 2012 — Band Score SCANDAL «Queens are trumps»
- 6 февраля 2013 — Band Score SCANDAL «ENCORE SHOW»
- 25 сентября 2013 — Go!Go! GUITAR Special «SCANDAL MAMI ROCK STUDY GO» (Мами)
- 14 октября 2013 — Band Score SCANDAL «STANDARD»
- 21 августа 2014 — One Piece (Рина)
- 8 декабря 2014 — Band Score SCANDAL «HELLO WORLD»